# Виза Q
Виза Q (англ. Q visa) — категория неиммиграционных виз, предназначенные для поездки в Соединённые Штаты Америки по программе студенческого обмена. Цель такой программы — обеспечить возможность практического обучения и трудоустройства, а также обмен историей, культурой и традициями с Соединёнными Штатами. Была введена после принятия Конгрессом Закона об иммиграции 1990 года.
Держатели визы категории «Q» должны быть не моложе 18 лет и уметь эффективно общаться по вопросам своей культуры. Продолжительность пребывания может составлять до 15 месяцев, после чего участники должны оставаться за пределами США в течение одного года, прежде чем они смогут быть допущены к визе другого типа. Виза Q-1 аналогична визе J-1, за исключением того, что программы культурного обмена по визе J-1 должны определяться Государственным департаментом США и Бюро по делам образования и культуры. Виза Q не предусматривает, что какой-либо супруг/супруга или дети должны сопровождать держателя данной категории визы. Поэтому, любой супруг/супруга или дети, желающие въехать в Соединённые Штаты, должны независимо претендовать на классификацию неиммигрантов.
В каждом календарном году, в среднем выдаётся около 2000 виз Q-1. Виза также часто используется «Walt Disney Company» для укомплектования персоналом различных павильонов в парке «Epcot», находящийся в Диснейуорлде, из-за чего визу Q иногда называют «визой Диснея».